# Ardena
Ardena (a texts antics Ardenna) és un topònim històric d'un indret al comtat de Barcelona, en un lloc entre les Corts i Sarrià, documentat en diversos pergamins medievals del segle xi. Es relaciona amb Mogòria, la part oriental del terme de Les Corts. La paraula prové del cèltic «arduenna» (indret situat en una altiplanície) que es troba també a Les Ardennes, la regió a cavall entre França i Bèlgica, així com els topònims catalans Ardenya, Riera d'Ardenya o Sant Grau d'Ardenya, amb una evolució freqüent al català de la «nn» llatina vers «n» o «ny». Subsisteix en el topònim barceloní recent «Carrer d'Ardena».